# A-Staub
Als A-Staub wird in den Technischen Regeln für Gefahrstoffe (TRGS) der Masseanteil des Staubs bezeichnet, dessen Partikel so klein sind, dass sie beim Einatmen über die Atemwege aufgenommen werden und bis in die Alveolen und Bronchiolen der Lunge (Lungenbläschen) vordringen können. Synonym werden statt A-Staub auch die Begriffe alveolengängiger Anteil, A-Fraktion, alveolengängige Fraktion oder alveolengängige Staubfraktion verwendet. Als Kurzform wird A-Staub gleichermaßen u. a. von staatlichen Stellen wie BAuA, der gesetzlichen Unfallversicherung DGUV, Arbeitsschutzinstitutionen wie IFA, und Berufsgenossenschaften wie BGBau verwendet. Der A-Staub ist im Wesentlichen identisch mit der früheren Bezeichnung Feinstaub. In der Schweiz wird statt A-Staub der Begriff alveolengängiger Staub verwendet.

## Messung des A-Staubs am Arbeitsplatz

Konventionen nach EN 481

Die Messung und Beurteilung einer möglichen Staubbelastung an einem Arbeitsplatz, inklusive der A-Staubfraktion, wird durch die TRGS 402 geregelt. Dabei wird zunächst betrachtet, ob es zu einer inhalativen Exposition kommen kann, d. h. ob im Atembereich des Beschäftigten gefährliche Stoffe, wie Stäube, vorhanden sind und in welchem Zeitraum diese auftreten können. Ist eine sichere Vermeidung gefährlicher Stäube in der Atemluft nicht möglich, ist die Staubbelastung durch geeignete Messgeräte zu bestimmen, die u. a. mit den Anforderungen der Normen EN 481 und EN 482 übereinstimmen müssen. Der alveolengängige Staub wird dabei in Anlehnung an die Norm EN 481 als alveolengängige Fraktion, die der Fraktion, welche „unter durchschnittlichen Bedingungen in die verschiedenen Bereiche des Atemtraktes gelangen“, möglichst nahe kommen soll, bestimmt.

## Grenzwerte
Die einzelnen Arbeitsplatzgrenzwerte (Schichtmittelwert bei einer täglichen Arbeitszeit von 8 Stunden und einer 5-Tage-Woche über die Lebensarbeitszeit) für Substanzen oder Stoffe sind in der TRGS 900 geregelt. Die dort festgelegten Grenzwerte spiegeln den aktuellen Wissensstand über deren Gefährdungspotential wider. Falls für eine Substanz oder einen Stoff nicht anders explizit festgelegt, gilt seit 14. Februar 2014 der dort angegebene allgemeine Staubgrenzwert für granuläre biobeständige Stäube. Dieser liegt für die A-Staubfraktion bei 0,5 ppm (basierend auf einer mittleren Dichte von 2,5 g/cm³ entspricht das einer Konzentration von 1,25 mg/m3). Es ist dabei zulässig, dass als Expositionsspitze während einer  Schicht für einen Zeitraum von bis zu 15 Minuten der Grenzwert um das bis zu Zweifache (Überschreitungsfaktor von 2) überschritten wird, solange der Schichtmittelwert den Grenzwert einhält.